# Гроджиски окръг (Мазовско войводство)
Гроджиски окръг (на полски: Powiat grodziski) е окръг в Централна Полша, Мазовско войводство. Заема площ от 367,04 км2. Административен център е град Гроджиск Мазовецки.

## География
Окръгът се намира в историческата област Мазовия. Разположен е в западната част на войводството.

## Население
Населението на окръга възлиза на 87 519 души (2013 г.). Гъстотата е 238 души/км2.

## Административно деление
Административно окръгът е разделен на 6 общини.
Градски общини:
- Миляновек
- Подкова Лешна

Градско-селска община:
- Община Гроджиск Мазовецки

Селски общини:
- Община Баранов
- Община Якторов
- Община Жабля Воля

## Фотогалерия
- Миляновек
- Подкова Лешна
- Гроджиск Мазовецки